# Martellago
Martellago est une commune italienne de la ville métropolitaine de Venise dans la région Vénétie en Italie.

## Administration
| Période                                  | Période  | Identité          | Étiquette | Qualité |
| ---------------------------------------- | -------- | ----------------- | --------- | ------- |
| 1994                                     | 2003     | Marco Stradiotto  |           |         |
| 2003                                     | En cours | Giovanni Brunello |           |         |
| Les données manquantes sont à compléter. |          |                   |           |         |

### Hameaux
Maerne, Olmo

### Communes limitrophes
Mirano, Salzano, Scorzè, Spinea, Venise